# Mas
Mas（マス）は、日本のニュージャズ/ダブ・バンド。

## 概要
1999年末にヤマダタツヤを中心に結成。エレクトロニカ、クラブ・シーンも視野に入れた前衛的でダンサブルな音楽表現をし、
太いリズム隊と絡み合うアンサンブルが特徴。バンドとしては勿論、メンバーそれぞれフレキシブルに共演相手を変えて精力的にライブ活動を行う。アルバム『steppers＋』では降神と一曲共演している。

## メンバー
- ヤマダタツヤ（Tyme.）：PC・ギター・コンポーズ
- 大谷能生：サックス
- 久野義憲：ドラム
- 成井幹子（sgt.）：バイオリン
- 外間正巳：ベース
- 石本聡（pasadena）：dub PA

## ディスコグラフィ
- turn（Flyrec、2003年6月3日）
- steppers＋（Flyrec、2005年8月14日）

- BALLOONS "low" MAS remix（K-PLAN）
- pasadena "mars" MAS remix（mao）
- asana "circus in lotus" MAS remix（THANKS GIVING）

- ヤノベケンジ / 1969-2005